# Universale Economica Feltrinelli dal 1601 al 1700

## Dal n. 1601 al n. 1700
- I 100 precedenti: Universale Economica Feltrinelli dal 1501 al 1600

| Universale Economica Feltrinelli |              | |                                                     |
|                                  |              | |                                                     |
|                                  | Sezione      | Titolo | Autore                                              |
| 1601                             | Narrativa    | Il mondo illuminato                                                                                       | Ángeles Mastretta                                   |
| 1602                             | Poesia       | La canzone dei folli. Poesie II                                                                           | Charles Bukowski                                    |
| 1603                             | Narrativa    | Lo sporco degli altri: avventure di una donna delle pulizie da New York a Kyoto                           | Louise Rafkin                                       |
| 1604                             | Narrativa    | Il grande boh!                                                                                            | Jovanotti                                           |
| 1605                             | Narrativa    | Come un romanzo                                                                                           | Daniel Pennac                                       |
| 1606                             | Memoria      | Pappagalli verdi: cronache di un chirurgo di guerra                                                       | Gino Strada                                         |
| 1607                             | Narrativa    | Gli scarafaggi non hanno re                                                                               | Daniel Evan Weiss                                   |
| 1608                             | Vite Narrate | Vita di Emily Dickinson                                                                                   | Barbara Lanati                                      |
| 1609                             | Narrativa    | Il talento                                                                                                | Cesare De Marchi                                    |
| 1610                             | Narrativa    | La memoria della foresta                                                                                  | Charles T. Powers                                   |
| 1611                             | Narrativa    | Vedi Cuba e poi muori                                                                                     | Danilo Manera (a cura di)                           |
| 1612                             | Narrativa    | Luminal                                                                                                   | Isabella Santacroce                                 |
| 1613                             | Narrativa    | Fidanzata in coma                                                                                         | Douglas Coupland                                    |
| 1614                             | Narrativa    | L'ultima estate                                                                                           | Daniel Picouly                                      |
| 1615                             | Varia        | Joe Protagoras è vivo. Scritti inediti 2                                                                  | Philip K. Dick                                      |
| 1616                             | Saggi        | L'arte sotto le dittature                                                                                 | Mario De Micheli                                    |
| 1617                             | Narrativa    | Piccoli mostri                                                                                            | Enrico Ruggeri                                      |
| 1618                             | Narrativa    | La luce della follia                                                                                      | Daniel Picouly                                      |
| 1619                             | Varia        | Qualche buona ragione per non sparare sui vostri genitori, prefazione di Lella Costa                      | Jacques Paradis                                     |
| 1620                             | Saggi        | Segmenti e bastoncini. Dove sta andando la scuola?                                                        | Lucio Russo                                         |
| 1621                             | Varia        | Poesia del Novecento in Italia e in Europa, vol. I                                                        | Edoardo Esposito                                    |
| 1622                             | Varia        | Poesia del Novecento in Italia e in Europa, vol. II                                                       | Edoardo Esposito                                    |
| 1623                             | Narrativa    | Canzoni politiche                                                                                         | Michele Serra                                       |
| 1624                             | Narrativa    | Conoscere una donna                                                                                       | Amos Oz                                             |
| 1625                             | Narrativa    | Un baule pieno di gente                                                                                   | Antonio Tabucchi                                    |
| 1626                             | Narrativa    | Il libro dell'inquietudine                                                                                | Fernando Pessoa                                     |
| 1627                             | Narrativa    | Com'e piccolo il mondo!                                                                                   | Martin Suter                                        |
| 1628                             | Saggi        | L'età dell'oro. Adolescenti tra sogno ed esperienza                                                       | Anna Fabbrini, Alberto Melucci                      |
| 1629                             | Narrativa    | La passione secondo Thérèse                                                                               | Daniel Pennac                                       |
| 1630                             | Narrativa    | Come pietre nel fiume                                                                                     | Ursula Hegi                                         |
| 1631                             | Narrativa    | Il circolo della fortuna e della felicità                                                                 | Amy Tan                                             |
| 1632                             | Narrativa    | Seconda pelle: quando le donne si vestono. 33 scrittrici raccontano                                       | Kirsty Dunseath (a cura di)                         |
| 1633                             | Memoria      | Lapidarium                                                                                                | Ryszard Kapuściński                                 |
| 1634                             | Narrativa    | Amor America                                                                                              | Maruja Torres                                       |
| 1635                             | Narrativa    | Prima del calcio di rigore                                                                                | Peter Handke                                        |
| 1636                             | Memoria      | Le ultime parole di Mishima                                                                               | Takashi Furubayashi, Hideo Kobayashi                |
| 1637                             | Narrativa    | Storie di padri e figli                                                                                   | Manuel Vázquez Montalbán                            |
| 1638                             | Narrativa    | In ogni caso nessun rimorso                                                                               | Pino Cacucci                                        |
| 1639                             | Varia        | Beatles contro Rolling Stones                                                                             | Georg Diez                                          |
| 1640                             | Saggi        | La banalità del male                                                                                      | Hannah Arendt                                       |
| 1641                             | Saggi        | L'uomo flessibile. Le conseguenze del nuovo capitalismo sulla vita personale                              | Richard Sennett                                     |
| 1642                             | Saggi        | Gli equivoci dell'anima                                                                                   | Umberto Galimberti                                  |
| 1643                             | Saggi        | Malinconia                                                                                                | Eugenio Borgna                                      |
| 1644                             | Saggi        | La rivoluzione dimenticata. Il pensiero scientifico greco e la scienza moderna                            | Lucio Russo                                         |
| 1645                             | Saggi        | Il linguaggio del corpo                                                                                   | Alexander Lowen                                     |
| 1646                             | Saggi        | La cultura dell'educazione                                                                                | Jerome Bruner                                       |
| 1647                             | Saggi        | La ribellione delle élite. Il tradimento della democrazia                                                 | Christopher Lasch                                   |
| 1648                             | Saggi        | Educare al comprendere. Stereotipi infantili e apprendimento scolastico                                   | Howard Gardner                                      |
| 1649                             | Saggi        | Studiare la popular music                                                                                 | Richard Middleton                                   |
| 1650                             | Narrativa    | I cento passi                                                                                             | Marco Tullio Giordana, Claudio Fava, Monica Zapelli |
| 1651                             | Narrativa    | L'Albergo delle donne tristi                                                                              | Marcela Serrano                                     |
| 1652                             | Memoria      | Non sono obiettivo                                                                                        | Oliviero Toscani                                    |
| 1653                             | Narrativa    | Aperto tutta la notte                                                                                     | David Trueba                                        |
| 1654                             | Noir         | Single & single                                                                                           | John Le Carré                                       |
| 1655                             | Narrativa    | La malattia di Sachs                                                                                      | Martin Winckler                                     |
| 1656                             | Narrativa    | Un'arma in casa                                                                                           | Nadine Gordimer                                     |
| 1657                             | Narrativa    | Mentre la mia bella dorme                                                                                 | Rossana Campo                                       |
| 1658                             | Varia        | Vita breve e felice di uno scrittore di fantascienza                                                      | Philip K. Dick                                      |
| 1659                             | Narrativa    | La secessione leggera                                                                                     | Paolo Rumiz                                         |
| 1660                             | Narrativa    | La figlia della fortuna                                                                                   | Isabel Allende                                      |
| 1661                             | Narrativa    | Honeymoon                                                                                                 | Banana Yoshimoto                                    |
| 1662                             | Narrativa    | Quintetto di Buenos Aires                                                                                 | Manuel Vázquez Montalbán                            |
| 1663                             | Vite Narrate | Senior Service. Giangiacomo Feltrinelli, uomo e editore                                                   | Carlo Feltrinelli                                   |
| 1664                             | Narrativa    | Apri le porte all'alba                                                                                    | Elena Gianini Belotti                               |
| 1665                             | Varia        | Il romanzo di Bobo, introduzione di Antonio Tabucchi                                                      | Sergio Staino                                       |
| 1666                             | Narrativa    | Le vie del ritorno                                                                                        | Enrico Palandri                                     |
| 1667                             | Narrativa    | Le singolari memorie di Thomas Penman                                                                     | Bruce Robinson                                      |
| 1668                             | Saggi        | WTO. Tutto quello che non vi hanno mai detto sul commercio globale                                        | Lori Wallach, Michelle Sforza                       |
| 1669                             | Saggi        | Il mondo non è in vendita: agricoltori contro la globalizzazione alimentare, interviste con Gilles Luneau | José Bove, François Dufour                          |
| 1670                             | Saggi        | Contro il capitale globale                                                                                | Jeremy Brecher, Tim Costello                        |
| 1671                             | Narrativa    | Michael mio                                                                                               | Amos Oz                                             |
| 1672                             | Narrativa    | La mostra delle atrocità                                                                                  | J. G. Ballard                                       |
| 1673                             | Saggi        | La terra senza il male. Jung: dall'inconscio al simbolo                                                   | Umberto Galimberti                                  |
| 1674                             | Saggi        | Il silenzio e le parole. Il pensiero nel tempo della crisi                                                | Franco Rella                                        |
| 1675                             | Saggi        | Sud e magia                                                                                               | Ernesto De Martino                                  |
| 1676                             | Poesia       | Il Grande. Poesie III                                                                                     | Charles Bukowski                                    |
| 1677                             | Memoria      | Per la pace. Aforismi, a cura di Thomas Merton                                                            | Mohandas Karamchand Gandhi                          |
| 1678                             | Poesia       | Ridateci i sogni. Ballate                                                                                 | Peppe Lanzetta                                      |
| 1679                             | Vite Narrate | Bob Marley. Una vita di fuoco                                                                             | Timothy White                                       |
| 1680                             | Narrativa    | Spiriti                                                                                                   | Stefano Benni                                       |
| 1681                             | Narrativa    | Tre cavalli                                                                                               | Erri De Luca                                        |
| 1682                             | Narrativa    | Demasiado corazón                                                                                         | Pino Cacucci                                        |
| 1683                             | Narrativa    | Rock Springs                                                                                              | Richard Ford                                        |
| 1684                             | Narrativa    | Mar d'Africa                                                                                              | Carlo Auriemma, Elisabetta Eördegh                  |
| 1685                             | Narrativa    | Sulle tracce di Che Guevara                                                                               | Marc Cooper                                         |
| 1686                             | Narrativa    | La corsa del levriero                                                                                     | Alex Roggero                                        |
| 1687                             | Narrativa    | Orme. Una donna e 4 cammelli nel deserto australiano                                                      | Robyn Davidson                                      |
| 1688                             | Narrativa    | Cronache dei Caraibi                                                                                      | Miguel Angel Barroso, Igor Reyes-Ortiz              |
| 1689                             | Saggi        | Manuale per un consumo responsabile                                                                       | Francesco Gesualdi                                  |
| 1690                             | Saggi        | I nuovi schiavi                                                                                           | Kevin Bales                                         |
| 1691                             | Saggi        | Come se finisse il mondo. Il senso dell'esperienza schizofrenica                                          | Eugenio Borgna                                      |
| 1692                             | Saggi        | Miseria dello storicismo                                                                                  | Karl Popper                                         |
| 1693                             | Saggi        | Saggi di linguistica generale                                                                             | Roman Jakobson                                      |
| 1694                             | Saggi        | Shakespeare nostro contemporaneo, prefazione di Mario Praz                                                | Jan Kott                                            |
| 1695                             | Saggi        | Orientalismo. L'immagine europea dell'Oriente                                                             | Edward W. Said                                      |
| 1696                             | Narrativa    | Antigua, vita mia                                                                                         | Marcela Serrano                                     |
| 1697                             | Narrativa    | Quattro amici                                                                                             | David Trueba                                        |
| 1698                             | Memoria      | Tempi supplementari                                                                                       | Darwin Pastorin                                     |
| 1699                             | Saggi        | L'esperienza del dolore                                                                                   | Salvatore Natoli                                    |
| 1700                             | Saggi        | I filosofi e le macchine 1400-1700                                                                        | Paolo Rossi                                         |

- I 100 successivi: Universale Economica Feltrinelli dal 1701 al 1800